# Hazel Run
Hazel Run es una ciudad ubicada en el condado de Yellow Medicine en el estado estadounidense de Minnesota. En el Censo de 2010 tenía una población de 63 habitantes y una densidad poblacional de 32,26 personas por km².

## Geografía
Hazel Run se encuentra ubicada en las coordenadas 44°44′54″N 95°43′00″O / 44.74833, -95.71667. Según la Oficina del Censo de los Estados Unidos, Hazel Run tiene una superficie total de 1.95 km², de la cual 1,95 km² corresponden a tierra firme y (0 %) 0 km² es agua.

## Demografía
Según el censo de 2010, había 63 personas residiendo en Hazel Run. La densidad de población era de 32,26 hab./km². De los 63 habitantes, Hazel Run estaba compuesto por el 92,06 % blancos, el 1,59 % eran amerindios, el 1,59 % eran de otras razas y el 4,76 % eran de una mezcla de razas. Del total de la población el 3,17 % eran hispanos o latinos de cualquier raza.